# European Forest Fire Information System
Das European Forest Fire Information System (EFFIS, deutsch „europäisches Waldbrandinformationssystem“) unterstützt die für den Schutz der Wälder vor Bränden in der Europäischen Union und den Nachbarländern zuständigen Behörden. Seine Aufgabe ist es, die Dienststellen der Europäischen Kommission und das Europäische Parlament mit aktuellen und zuverlässigen Informationen zu Waldbränden in Europa zu versorgen.

## Organisation
Seit 1998 wird EFFIS von einer Expertengruppe für Waldbrände unterstützt. Experten aus 25 EU-Ländern und aus 17 Organisationen in Nicht-EU-Ländern (auch aus dem Nahen Osten und aus Nordafrika) wirken darin mit. Die Gruppe ist beim Generalsekretariat der Europäischen Kommission registriert. EFFIS ist seit 2015 eine der Komponenten der Notfallmanagementdienste im Copernicus-Programm der EU.

## Tätigkeiten
EFFIS analysiert Waldbrandrisiken und durch Waldbrände entstandene Schäden in Europa, im Nahen Osten und Nordafrika. So dokumentierte EFFIS zum Beispiel die Waldbrände während der Dürre und Hitze in Europa 2022. Im Vergleich zum Durchschnitt der Jahre 2006 bis 2021 wurde im Jahr 2022 fast die dreifache Waldfläche in Westeuropa durch Brände zerstört.